# Zajasovnik, Kamnik
Zajasovnik je naselje v Občini Kamnik. Drugi del naselja je v občini Vransko.